# Bibliotheca Palatina
De Bibliotheca Palatina vroeger in Heidelberg was een van de belangrijkste bibliotheken van de renaissance met een belangrijke collectie van middeleeuwse handschriften. De fondsen van de bibliotheek werden vanaf 1622 getransporteerd naar de Vaticaanse Bibliotheek in Rome. Een aantal Duitse werken werd in 1816 terug overgebracht naar de universiteitsbibliotheek van Heidelberg.

## Geschiedenis
De geschiedenis van de Bibliotheca Palatina of de bibliotheek van de palts gaat terug tot 1386 toen de universiteit van Heidelberg gesticht werd door keurvorst Ruprecht I van het Paltsgraafschap aan de Rijn. De naam Bibliotheca Palatina verwijst naar dit paltsgraafschap, in het Latijn palatinatus rheni en niet naar de Palatijn in Rome waar zich in de oudheid ook een bibliotheek bevond: de Bibliotheca Apollinis Palatini. De faculteiten van de theologie en medicijnen hadden elk hun eigen bibliotheek en er was daarnaast ook een bibliotheek van de kunsten. Andere fondsen werden mettertijd opgenomen in de paltsbibliotheek zoals de zogenaamde kloosterbibliotheek, eigenlijk de verzameling van Lodewijk III  die was ondergebracht in de Heilige Geestkerk in Heidelberg, die overgemaakt werd in zijn testament van 1436. Otto Hendrik van de Palts verzamelde alle bibliotheken in Heilige Geestkerk tijdens zijn hervorming van de universiteit die een evangelische landeshochschule werd in 1556.
In de tweede helft van de 16e eeuw, onder keurvorst Frederik III groeide Heidelberg uit tot een centrum van de Europese wetenschap en cultuur en de universiteit werd als calvinistische hogeschool een centrum van de calvinistische geleerdheid. Dankzij  de grote collectie van voornamelijk protestantse theologische werken werd de bibliotheek geroemd als de moeder van alle bibliotheken tijdens haar bloeiperiode in de 15e en 16e eeuw. Het paltsgraafschap was ondertussen een speerpunt van het protestantisme geworden tot ongenoegen van de katholieke kerk, wat zou leiden tot de Dertigjarige Oorlog.
In 1618 rebelleerde het protestantse Bohemen tegen keizer Ferdinand II. In dat jaar vond de Tweede Praagse Defenestratie plaats, waarbij de afgezanten van de keizer uit het venster werden geworpen. Op 26 augustus 1619 kozen de Staten van Bohemen Frederik V tot hun koning. Maar op 8 november 1620 kon de Beierse generaal Tilly de Boheemse hussieten, onder leiding van Frederik V, verpletterend verslaan in de Slag op de Witte Berg. Frederik V, een kleinzoon van Willem van Oranje  en dus een neef van prins Maurits en prins Frederik Hendrik vluchtte naar Nederland en is sedertdien bekend  als de Winterkoning omdat hij slechts één winter had geregeerd.
Paus Gregorius XV had reeds van bij het begin van de vijandelijkheden duidelijk gemaakt dat, in geval van een overwinning van de katholieken de Bibliotheca Palatina moest overgebracht worden naar Rome. In 1621 bezette Maximiliaan I een deel van de Palts en in augustus 1622 werd Heidelberg ingenomen door de troepen van de Katholieke Liga onder leiding van generaal Tilly. Maximiliaan werd beloond met de benoeming als keurvorst. Maximiliaan, een verwant met Frederik V, beiden waren van het huis Wittelsbach, wou de bibliotheek aanvankelijk meenemen naar München maar kon zich niet verzetten tegen de wens van de paus en schonk de bibliotheek aan Gregorius XV.
Leo Allatius de Griekse Geleerde en theoloog werd door de paus naar Heidelberg gestuurd om de zaak te regelen. De 3.700 manuscripten en 13.000 gedrukte werken werden in 196 kisten geladen en onder supervisie van Allatius met een karavaan van meer dan 200 muilezels, over de Alpen naar Rome gebracht. Door de slechte weersomstandigheden duurde het tot 25 mei voor de karavaan het Comomeer bereikte. En ook dan nam het nog een hele tijd om uiteindelijk Rome te bereiken. Op 9 augustus 1623 werden 184 kisten in ontvangst genomen door de Vaticaanse bibliotheek, de twaalf andere had Allatius voor zich gehouden. De manuscripten en drukwerken werden ondergebracht in de bestaande categorieën van de Vaticaanse bibliotheek, maar ze werden apart gestapeld en genummerd.
Op het Congres van Wenen werd besloten de Duitstalige werken aan de universiteit van Heidelberg terug te geven wat in 1816 resulteerde in de thuiskomst van 847 Duitse manuscripten.
Misschien was de roof van de Bibliotheca Palatina historisch beschouwd eigenlijk de redding van de bibliotheek, want ze ontsnapte op die manier aan de grote brand en verwoesting van Heidelberg in 1693 tijdens de Negenjarige Oorlog of de Paltse Successieoorlog.

## Digitalisering
Alle handschriften van de Bibliotheca Palatina zijn sedert 2009 gedigitaliseerd en kunnen online worden geraadpleegd. In totaal gaat het over 848 handschriften met ca. 27.000 bladzijden en ca. 7.000 miniaturen. Sedert 2012 is men ook begonnen met de digitalisatie van de Latijnse werken uit de Palatina die zich nu in het Vaticaan bevinden.
Daarnaast werden meer dan 2,5 miljoen bladzijden van meer dan 12.000 gedrukte werken uit de 16e en 17e eeuw die zich in de Vaticaanse bibliotheek bevinden op microfiche gefotografeerd en uitgegeven. Daardoor is een onschatbare bron van werken uit de humanistische periode in alle belangrijke studiecentra beschikbaar .Op die manier is de Bibliotheca Palatina vandaag een van de meest toegankelijke collecties ter wereld.

## Codex Manesse

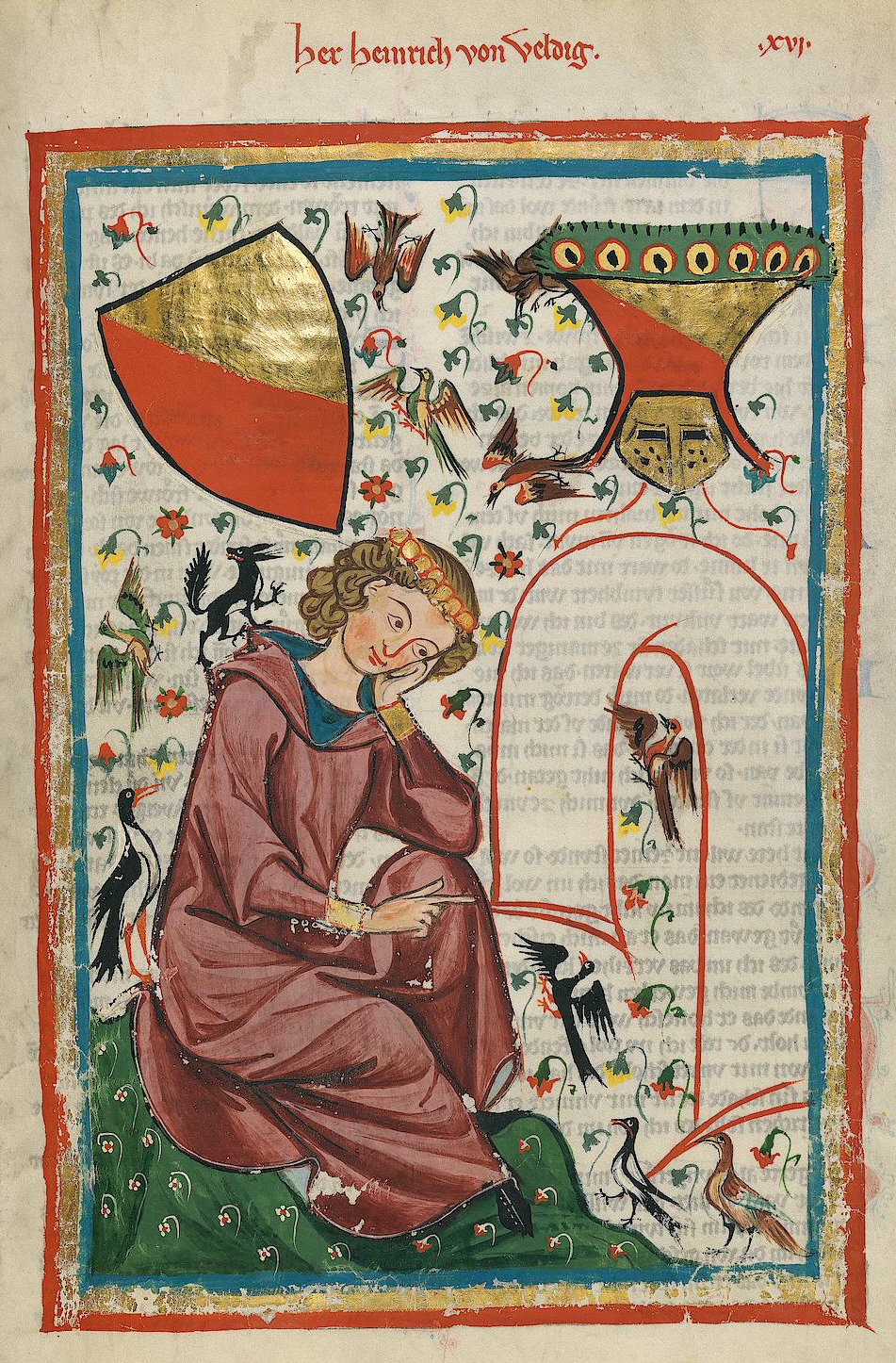
Codex Manesse, f30r, Hendrik van Veldeke

De Codex Manesse of het Große Heidelberger Liederhandschrift is een geïllumineerd verzamelhandschrift uit ca. 1300, waaraan tot 1340 addenda zijn toegevoegd. De Codex Manesse is voor de Duitse handschriftverluchting wat de Très Riches Heures du duc de Berry in de Franse traditie is, een van de bekendste, zo niet het meest fameuze werk dat in het Duitse taalgebied werd gemaakt. De codex is echter niet alleen belangrijk voor zijn verluchting, maar nog meer omdat hij ons een bloemlezing heeft nagelaten uit twee eeuwen Duitse literatuur. Het boek bevat 6000 strofen van 140 auteurs uit de periode van 1170 tot 1330.
Dit handschrift kwam nooit in Rome terecht, het werd waarschijnlijk  door Frederik V meegenomen op zijn vlucht naar Nederland. Zijn weduwe, Elizabeth Stuart verkocht waarschijnlijk het boek want enkele jaren later is het terug te vinden in de bibliotheek van Jacques Dupuy, een Frans schrijver die bibliothecaris was van Lodewijk XIV. Bij zijn overlijden vermaakt Dupuy zijn bibliotheek aan de koning en komt het handschrift terecht in de Koninklijke Bibliotheek die later zal opgaan in de Bibliothèque nationale de France te Parijs, waar het in 1815 door Jacob Grimm herontdekt werd.
In 1888 werd de codex aangekocht door de Duitse regering, die daarvoor een publieke geldinzameling organiseerde. De afkoopsom was 400.000 goudmarken het equivalent van meer dan 140 kg goud. Naast die afkoopsom moesten ook nog 23 Karolingische handschriften uit het scriptorium van Tours worden terug gegeven, die in de jaren 1840 in Parijs waren gestolen. Het handschrift werd daarna door de Duitse keizer Frederik III aan de universiteitsbibliotheek van Heidelberg toegewezen, de rechtmatige opvolger van de Bibliotheca Palatina, waar het nu bewaard wordt onder de signatuur Cod. Pal. germ. - Codex Palatinus Germanicus - 848.

## Belangrijke werken
- Evangeliarium van Lorsch, ca.810
- Anthologia Palatina, 10e eeuw
- Codex Manesse, ca. 1300
- Heidelberger Sachsenspiegel, begin14e eeuw
- De rerum naturis, Rabanus Maurus, 1425